# Song.null.zwei
Die Österreichische Vorentscheidung zum Eurovision Song Contest 2002 fand am 1. März 2002 unter dem Titel song:null.zwei statt. Manuel Ortega gewann die Castingshow und vertrat Österreich in Tallinn, wo er den 18. Platz erreichte.

## Format

### Konzept
Zum ersten Mal nach 1994 entschied sich der ORF für einen nationalen Vorentscheid mit 10 Liedern. Künstler wurden aufgefordert – bei Interesse – bis Ende November 2001 einen Beitrag einzureichen. Es gab über 700 Einsendungen aus dem der Sender vier Lieder für die Entscheidungsshow auswählte. Die anderen sechs Lieder waren für Beiträge der Musikindustrie vorbehalten. Andi Knoll moderierte die Show.
Abgestimmt wurde bei der Show am 1. März 2002 per Tele- und SMS-Voting. Darüber hinaus gab es eine 2002-köpfige "ORF-Internetjury" bei der jeder mitmachen konnte, der sich vorher bei einem Online-Quiz qualifizierte. Die Lieder wurden separat per Abstimmungsmethode bewertet – die ersten Fünf per Methode erhielten jeweils 5-1 Punkte. Die drei Abstimmungsmethoden waren identisch gewichtet.

### Teilnehmer
Unter den 10 Acts befand sich auch das Satiriker-Duo Stermann & Grissemann, das den Eurovision Song Contest damals seit 1995 parallel zur Fernsehübertragung im österreichischen Radio FM4 kommentierten. Sie äußerten vor der Entscheidungsshow, dass sie den Eurovision Song Contest nicht mehr kommentieren würden, falls sie nicht gewinnen würden.

### Voting
| Platz | Startnr. | Interpret             | Lied                       | Punkte     | Punkte | Punkte              | Punkte Total |
| Platz | Startnr. | Interpret             | Lied                       | Televoting | SMS    | ORF- Internet- jury | Punkte Total |
| ----- | -------- | --------------------- | -------------------------- | ---------- | ------ | ------------------- | ------------ |
| 1.    | 07       | Manuel Ortega         | Say A Word                 | 5          | 4      | 1                   | 10           |
| 2.    | 02       | Stermann & Grissemann | Das schönste Ding der Welt | 4          | 5      | 0                   | 09           |
| 3.    | 06       | Bluatschink           | Bluama in da Scherba       | 2          | 2      | 4                   | 08           |
| 3.    | 08       | Loud 9                | Won't Forget Tonight       | 3          | 3      | 2                   | 08           |
| 5.    | 10       | Anik Kadinski         | Be Somebody, Be Someone    | 0          | 1      | 5                   | 06           |
| 6.    | 03       | ELA                   | Love Can Change Your Heart | 0          | 0      | 3                   | 03           |
| 7.    | 05       | i:levenless7          | SMS4Love                   | 1          | 0      | 0                   | 01           |
| 8.    | 01       | The Sheperds          | On a Day in June           | 0          | 0      | 0                   | 0            |
| 8.    | 04       | Hartmann              | Supadupa                   | 0          | 0      | 0                   | 0            |
| 8.    | 09       | Kubilay Baş           | Güle güle                  | 0          | 0      | 0                   | 0            |